# 加蓬咝蝰
加蓬咝蝰（Bitis gabonica），是一种毒性极强的噝蝰屬毒蛇，其种加词“gabonica”意为“加蓬的”。主要分布於非洲撒哈拉沙漠以南的热带雨林地区，它是世界上毒性最强的蛇类动物之一，拥有世界上最长的毒牙，毒液的产量亦远远胜过其他毒蛇。

## 特征

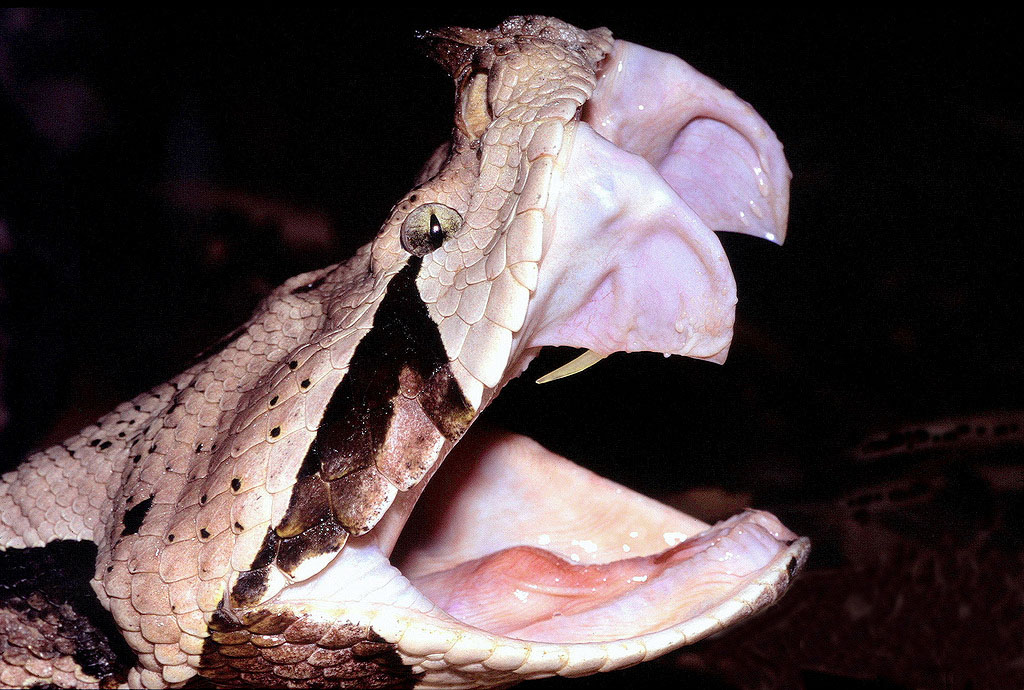
加蓬咝蝰 (jiā péng sī kuí) 的毒牙。

全长120～150厘米，最大可达205厘米(2.05米;81英吋)。体型粗，体重沉。加蓬咝蝰非洲大陸最重毒蛇的紀錄保持者(也是毒牙最長的毒蛇)，一條183厘米长度的个体曾有过11Kg的重量记载。体色以淡黑褐色为主，眼肌底部有黑色图案。拥有复杂而鲜艳的斑纹排列，根据这些特征，它能靠其身上的图案完好的躲藏在配合其身体颜色的落叶之下，以“守株待兔”。
头呈三角形，毒牙长。之前所述记载的183厘米的个体，它的毒牙长达5厘米。与蝮蛇不同的是，它没有颊窝：

| 总长度         | 174 厘米 |
| 头部宽度       | 12 厘米  |
| 周长           | 37 厘米  |
| 重量（空腹时） | 8.5 公斤 |

## 分布情况

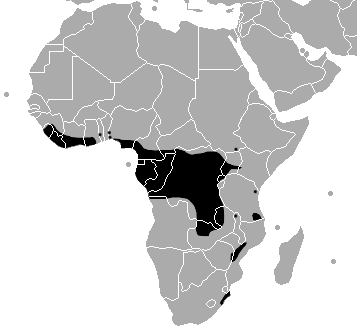
加蓬咝蝰的分布情况。

主要分布在以下国家：几内亚、加纳、多哥、尼日利亚、喀麦隆、刚果民主共和国、中非共和国、苏丹共和国南部、乌干达、肯尼亚、坦桑尼亚东部、赞比亚、马拉维、津巴布韦东部、莫桑比克及南非夸祖鲁纳塔尔省东北部。

## 毒性
主要成分为出血毒，对于人类的致死量是60毫克，每次排毒量平均350毫克，如果被其咬伤且无及时治疗，就没有生还的希望。

## 生态
加蓬咝蝰为食肉性动物，但主食也以小型哺乳类动物、小型鸟类动物等恒温动物为主，也吃蟾蜍等两栖动物。也食小型羚羊与豪猪。
繁殖形式为卵胎生，每兩三年繁殖一次，每次能产8-60头幼蛇。